# Cnemolia guttata
Cnemolia guttata är en skalbaggsart som beskrevs av Jordan 1903. Cnemolia guttata ingår i släktet Cnemolia och familjen långhorningar. Inga underarter finns listade i Catalogue of Life.